# Lac Byrd
Pour les articles homonymes, voir Byrd.
Le lac Byrd est un plan d'eau douce du territoire non organisé du Lac-Pythonga, dans la municipalité régionale de comté (MRC) de La Vallée-de-la-Gatineau, dans la région administrative de l'Outaouais, dans la province de Québec, au Canada.
Le lac Byrd est situé dans la partie Sud de la réserve faunique La Vérendrye à une altitude de 374 m.
Le lac Byrd est entièrement en zone forestière. La foresterie constitue la principale activité économique du secteur ; les activités récréotouristiques arrivent en second. Sa surface est généralement gelée du début de décembre à la fin avril.

## Géographie
Les principaux bassins versants voisins du lac Byrd sont :
- côté Nord : rivière des Rapides (rivière Gatineau), réservoir Cabonga ;
- côté Est : rivière à la Carpe, rivière des Seize ;
- côté Sud : ruisseau Antostagan, rivière de la Corneille (rivière Coulonge) ;
- côté Ouest : rivière Coulonge, rivière Camitogama, rivière Camatose.

Ce lac de tête de la rivière des Rapides (rivière Gatineau) est situé à :
- au Sud-Est de la ligne de partage des eaux avec le bassin versant de la partie supérieure de la rivière Coulonge qui coule vers le Sud-Ouest, jusqu’à la rivière des Outaouais ;
- au Nord-Ouest de la ligne de partage des eaux avec le versant de la rivière de la Corneille (rivière Coulonge) qui coule généralement vers le Sud-Est, jusqu’à la rivière Coulonge.

Le lac Byrd a une nature difforme, comportant de nombreuses baies, presqu’îles et îles.
L’embouchure du lac Byrd est situé à 18,6 km au Sud-Ouest de la confluence de la rivière des Rapides (rivière Gatineau) avec le réservoir Cabonga, à 66,4 km à l’Ouest de la confluence de la rivière Gens de Terre avec la rive Est du réservoir Baskatong, 117,6 km au Nord-Ouest du centre-ville de Mont-Laurier, à 101,7 km au Nord-Ouest du centre-ville de Maniwaki, à 135 km au Sud-Est du centre-ville de Val d’Or, à 17,3 km au Sud-Ouest de la route 117.
Le lac Byrd se déverse par le Nord-Est dans la rivière des Rapides (rivière Gatineau) ; cette dernière coule vers le Nord-Est en traversant les lacs Poulter et Jean-Peré pour se déverser au fond d’une baie sur la rive Sud du réservoir Cabonga.

## Toponymie
Le terme « Byrd » constitue un patronyme de famille d’origine anglaise.
Le toponyme "lac Byrd" a été officialisé le 5 décembre 1968 par la Commission de toponymie du Québec lors de sa création.